# Пол Дирак
Пол Ейдриън Морис Дирак (на английски: Paul Adrien Maurice Dirac) е английски физик, Нобелов лауреат по физика за 1933, който за първи път теоретически обосновава съществуването на античастица, която има същата маса и спин като електрона, както и електрически заряд, равен по абсолютна стойност на този на електрона, но с обратен знак. Тази частица е открита експериментално няколко години по-късно и е наречена позитрон. Дирак е смятан за един от основателите на квантовата механика. Наричан „най-чистата душа във физиката“, Дирак е затворен в себе си човек, който обича да работи сам.

## Биография
Пол Дирак е роден на 8 август 1902 година в Бристъл, Англия. Завършва електроинженерство в университета в Бристъл през 1921 година и математика в същия университет през 1923, след което заминава за Кеймбридж, където защитава докторат през 1926 г. Там той се занимава с общата теория на относителността и квантова механика. По това време спинът на електрона е все още хипотеза и Дирак си поставя задачата да въведе относителност във вълновото уравнение на Шрьодингер като го преписва в релативистичен вид. Това уравнение днес е известно като уравнение на Дирак. Публикувано през 1928 г., уравнението потвърждава спина на електрона и предсказва неговите магнитни свойства.
През 1930 г. публикува „Принципи на квантовата механика“, книга, която много бързо става основен учебник в университетите. От 1932 до 1968 e Лукасов професор по математика в Кеймбридж, позиция на която е бил и Исак Нютон. През 1933 г. дели Нобеловата награда за физика с Шрьодингер. След това е професор в Университета във Флорида, където остава до края на живота си.

### Личен живот

#### Семейство
Дирак се жени за Маргит, сестра на Е. Вигнер, през 1937. Той осиновява двете деца на Маргит – Джудит и Габриел. В семейството се раждат още две дъщери – Мери Елизабет и Флорънс Моника.
Маргит, известна още като Марси, среща Дирак при едно свое посещение при брат си в Принстън, Ню Джърси, през 1934 г., по време на вечеря в ресторант. Благодарение на грижите на Марси през периода 1936 – 1946 г. Пол Дирак не само запазва обичайната си научна производителност, но отпечатва 11 труда.
Дирак е избран за член на Кралското дружество в Лондон (1930) и на Папската академия на науките (1961).
Пол Дирак пътува доста във връзка със своите изследвания в различни университети в Копенхаген, Гьотинген, Лейден, Уисконсин, Мичиган и Принстън (през 1934 г. като гостуващ професор). През 1929 г. прекарва пет месеца в Америка, след което обикаля света, посещавайки Япония заедно с Хайзенберг, и се завръща в Сибир.
Някои биографи търсят обяснение за успеха на Дирак в теоретичната физика в неговата затвореност, чиито корени намират в семейната среда, където е отраснал.

#### Личност
Дирак е известен сред колегите си със своята сдържаност и мълчаливост. В Кеймбридж шеговито определят единицата на Дирак като „една дума на час“. Когато Нилс Бор се оплаква, че не знае как да завърши изречението в научната статия, която пише, Дирак отговаря: „Аз съм учил в училище да не започвам изречението без да знам края му“. Дирак критикува интереса на Опенхаймер към поезията с думите: „Целта на науката е да прави трудните неща разбираеми, а целта на поезията е да каже прости неща по неразбираем начин. Двете са несъвместими“.

## Признание
Дирак споделя Нобеловата награда по физика с Ервин Шрьодингер през 1933 г. „за откриването на нова продуктивна форма на атомната теория“. Присъдени са му Кралски медал през 1939 г. и медалите Копли и Макс Планк през 1952 г. Той е избран за почетен член на Американското физическо дружество (1948) и на Института по физика в Лондон от 1971 година. Дирак е рицар и член на Ордена на честта от 1973 година.

## Памет
Дирак умира на 20 октомври 1984 г. в Талахаси, Флорида, където е погребан в Розелаун. Къщата, в която Дирак израства в Бристъл, е отбелязана с гравирана плоча, а близка улица носи името му. Дираковото уравнение е изписано върху плочата на стената на близкото училище. Възпоменателен камък е издигнат в градината на Свети Морис, родното място на баща му в кантона Вале в Швейцария на 1 август 1991 г. Уестминстърското абатство открива възпоменателен мемориал с уравнението на Дирак на 13 ноември 1995 г. Първоначално деканът Едуард Карпънтър, който е свещеник, отхвърля предложението, смятайки Дирак за атеист. След пет години проучване той дава позволение.
През 1975 г. Дирак изнася серия от пет лекции в Университета на Нов Южен Уелс, които са отпечатани в книгата „Посоки на физиката“ (1978). Авторските и лицензионните възнаграждения от тази книга стават основа университетът да създаде награда на името на Дирак. Университетът в Нов Южен Уелс присъжда Сребърния Дираков медал за напредък в теоретичната физика.

### Филм за Дирак
- Дирак през 1927